# Hermannielloidea
Hermannielloidea (лат.) — надсемейство клещей из подотряда панцирных (Oribatida, Brachypylina). Около 80 видов. Встречаются всесветно.

## Описание
Длина тела, как правило, менее 1 мм. Широкие, темноокрашенные с выпуклой дорсальной поверхностью. Парные опистонотальные железы открываются на отчетливых воронкообразных трубках или на крупных апофизах сбоку от нотогастера. Дорсофрагмата и плеврофрагма отсутствуют. Субкапитулум диартрический, хелицеры хелатно-зубчатые или пелопсиформные. Нотогастер сзади без тектума; с макропорами. Нотогастер со скальпами или удерживающий только один тритонимфальный скальп; с 16 парами нотогастральных щетинок (или 14 пар). Пальпальный эвпатидий acm отделен от соленидиона. Рострум может иметь глубокий медиальный разрез. Вентральная и анальная пластинки имеют ряд пористых участков или мешочков. Трохантеры и бёдра I—II с ретротектом или без него. Большинство видов обитают в подстилке в лесах; некоторые на деревьях (Plasmobates pagoda Grandjean).
- Hermanniellidae Grandjean, 1934 — 10 родов и 57 видов[4]
  - Akansilvanus Fujikawa, 1993
  - Ampullobates Grandjean, 1962
  - Baloghacarus Mahunka, 1983
  - Dicastribates J. & P. Balogh, 1988
  - Hermanniella Berlese, 1908
  - Hermannobates Hammer, 1961
  - Issaniella Grandjean, 1962
  - Mahunkobates Calugar, 1989
  - Sacculobates Grandjean, 1962
- Plasmobatidae Grandjean, 1961 — 3 рода (+1) и 19 видов[4]
  - Malgachebates Fernández, Cleva & Theron, 2011
  - Orbiculobates Grandjean, 1961
  - Plasmobates Grandjean, 1929
  - Solenozetes Grandjean, 1931